# Zábrdovice (Vedrovice)
Zábrdovice (německy Zabrdowitz) je vesnice, součást obce Vedrovice v okrese Znojmo tvořící západní část její zástavby. Tvoří jednu ze dvou základních sídelních jednotek obce, přičemž leží ve vlastním katastrálním území Zábrdovice u Vedrovic o rozloze 0,22 km².
První písemná zmínka o vsi je z roku 1535. Po roce 1850 byly Zábrdovice součástí sousedních Vedrovic, osamostatnily se v roce 1924. Roku 1950 byly obě obce (zástavbou na sebe navazující) opětovně sloučeny a od té doby tvoří Zábrdovice západní část Vedrovic. V roce 2014 proběhla změna katastrálních hranic, při které se veškerý zábrdovický extravilán stal součástí katastru Vedrovic. Katastrální území Zábrdovic bylo tímto krokem zmenšeno z rozlohy 2,56 km² na rozlohu 0,22 km².

## Název
Na osadu se přeneslo pojmenování jejích obyvatel zabrdovici - "lidé (žijící) za brdem, tj. za kopcem". Který kopec mohl byl motivací pojmenování, není známo.